# Aio Locuzio
Aio Locuzio o Aio Loquente (in latino: Aius locutius o Aius Loquens) è una divinità della mitologia romana.
Il suo nome può essere tradotto come: "nunzio parlante". Divinità dell'avvertimento misterioso che avvisò Roma dell'invasione dei Galli nel 390 a.C. 
Aveva un tempio, ma non aveva statue o raffigurazioni. 
Narra una leggenda che Aio Locuzio avvisò la città di Roma dell'imminente pericolo, ma la voce del Dio non venne ascoltata. Soltanto a pericolo concluso, i Romani compresero e capirono l'aiuto giunto dal dio. Per correggere il loro errore, dedicarono alla divinità un tempio, ma il dio, nonostante il gesto riparatore, non parlò più.
Scrive Tito Livio: 
(Tito Livio, Ab Urbe condita libri, V, 32)